# Milan Antončić
Milan Antončić, hrvaški general, * 2. oktober 1918, Gospić, † 24. oktober 1997, Beograd.

## Življenjepis
Rodil se je v revni delavski družini. V Gospiču je končal osnovno šolo in 4 razrede gimnazije. Ker ni mogel nadaljevati šolanja na gimnaziji, se je vpisal v Podčastniško šolo kraljeve vojske. 
Po šolanju je postal vodja administracije artilerijske baterije v Skopju. Tu se je prvič srečal z revolucionarno mladino in delavskim gibanjem. Pod njihovim vplivom je leta 1939 zavrnil ukaz, da s svojo baterijo strelja v demonstrante proti italijanski okupaciji Albanije. Posledično je bil aretiran in obsojen na zaporno kazen. Po vrnitvi iz zapora je bil premeščen v Kraljevo; tu se je povezal z delavci iz Tovarne vagonov in se pridružil njihovemu športnemu društvu Železničar. 
Po jugoslovanski kapitulaciji v aprilski vojni je bil dvakrat zaprt s strani Nemcev, a mu je vsakič uspelo pobegniti nazaj v Kraljevo. S pričetkom NOVJ je bil na ukaz KPJ poslan na planino Goč. Decembra 1941 je postal pripadnik novoustanovljene 1. proletarske udarne brigade. Sprva je bil komandir Težke čete, nato pa namestnik poveljnika 4. (kragujevškega) in poveljnik 6. (beograjskega) bataljona. 
Leta 1944 je postal poveljnik 1. brigade 6. proletarske divizije »Nikola Tesla«. Po bitki za Beograd je postal poveljnik artilerije v diviziji in nato poveljnik Artilerijske brigade 6. proletarske divizije.
Po vojni je končal šolanje na sovjetski Vojaški akademiji Vorošilov in na Višji vojaški akademiji JLA. Pozneje je zasedal visoke položaje v Jugoslovanski ljudski armadi in v Zveznem sekretariatu za ljudsko obrambo.
Umrl je leta 1997 in bil pokopan v Aleji narodnih herojev na beograjskem Novem pokopališču.

## Odlikovanja
- Red narodnega heroja (20. december 1951)
- Partizanska spomenica 1941
- red zaslug za ljudstvo z zlato zvezdo
- red bratstva in enotnosti s srebrnim vencem